# 塞尔维亚一战勇士纪念碑
塞尔维亚一战勇士纪念碑是塞尔维亚于1930年在克拉列沃市切列村附近的伊巴尔河为纪念第一次世界大战参战勇士而设置的一块纪念碑。纪念碑由克拉列沃文化古迹保护研究所保护。纪念碑附近有一颗同受国家保护的黑松。

## 外观
该纪念碑是巴尔干半岛战争和第一次世界大战期间一名塞尔维亚战士的混凝土雕像，上面有一块纪念牌匾，上面写着“英雄为国王和祖国而战，1912-1918年”。
纪念碑高三米半，位于伊巴尔河上方四十米的垂直石崖上。战士身穿第一次世界大战的制服，右手拿着步枪，转过身来，朝着主路观看，提醒路人塞尔维亚战士的英勇精神。该纪念碑在第二次世界大战期间遭到破坏，二战结束后由克拉列沃文化古迹保护研究所的专家和助手修复。